# Berry van Aerle
Hubertus „Berry“ Aegidius Hermanus van Aerle (* 8. prosince 1962, Helmond, Severní Brabantsko, Nizozemsko) je bývalý nizozemský fotbalista. Hrával nejčastěji na pozici pravého obránce. Velkou část své kariéry strávil v nizozemském klubu PSV Eindhoven. Vítěz Mistrovství Evropy 1988 a účastník Mistrovství světa 1990 a Mistrovství Evropy 1992.

## Klubová kariéra
Berry van Aerle strávil největší část své fotbalové kariéry ve slavném nizozemském klubu PSV Eindhoven, v jehož dresu vyhrál šestkrát Eredivisie (1986–1989 a 1991–1992), třikrát nizozemský fotbalový pohár (1987/88, 1988/89, 1989/90) a jednou nizozemský Superpohár (1992). Sezónu 1986/87 zahájil v PSV a po čtyřech zápasech odešel na hostování do belgického klubu Royal Antwerp FC, má tudíž podíl na zisku ligového titulu, který PSV v sezóně 1986/87 získal. S klubem také vyhrál Pohár mistrů evropských zemí 1987/88, kde PSV porazil ve finále portugalskou Benfiku Lisabon (6:5 v penaltovém rozstřelu). Během angažmá v PSV hrával Van Aerle i na postu defensivního záložníka, protože na pravém beku často nastupoval belgický reprezentant Eric Gerets.
V sezóně 1994/95 působil v klubu Helmond Sport ze svého rodného města a po ní ukončil svou aktivní kariéru. Poté pracoval v Helmondu jako pošťák a později se vrátil do PSV, kde se ujal role skauta talentů a klubového koordinátora s fanoušky.

## Reprezentační kariéra
V A-týmu Nizozemska debutoval 17. října 1987 v přátelském zápase s domácím Polskem, kde odehrál celé střetnutí (výhra 2:0).
S nizozemskou fotbalovou reprezentací vyhrál Mistrovství Evropy 1988 v Západním Německu (výhra 2:0 ve finále nad SSSR) a zúčastnil se Mistrovství světa 1990 v Itálii (vyřazení v osmifinále Západním Německem) a Mistrovství Evropy 1992 ve Švédsku (porážka v semifinále s Dánskem).
V národním týmu vytvořil stabilní obrannou dvojici s Adri van Tiggelenem (který byl i jeho klubovým spoluhráčem v PSV v letech 1991–1994). Celkem Van Aerle odehrál v nizozemském reprezentačním A-mužstvu 35 zápasů, gól nevstřelil.